# Red Hill Mining Town
Red Hill Mining Town è la sesta canzone dell'album The Joshua Tree del gruppo rock U2.

## Storia
Il brano vuole far emergere le grandi difficoltà dei minatori nello svolgere il proprio lavoro, oltre che le problematiche occupazionali di questo settore negli anni '80. Aspetto interessante è come il punto focale del testo sia il rapporto affettivo che viene ad essere minacciato da tali problematiche.

## Video
Pur essendo una canzone mai uscita come singolo estratto ne fu realizzato un video musicale sotto la regia di Neil Jordan. Venne girato nel febbraio del 1987 in una miniera di Londra affiancato da alcune immagini di minatori in bianco e nero.
Il video rimase inedito fino alla pubblicazione dell'edizione deluxe box-set dell'anniversario dei vent'anni della pubblicazione di The Joshua Tree, avvenuta nel 2007.

## Formazione
Gruppo
- Bono - voce
- The Edge - chitarra, cori
- Adam Clayton - basso
- Larry Mullen Jr. - batteria

Altri musicisti
- Brian Eno – tastiera
- The Arklow Silver Band - ottoni

## Cover
Nel 1996 i Dream Theater fanno una cover di questa canzone, che compare nell'album International Fanclub Christmas Album.